# Университет штата Айдахо в Бойсе
Университет штата Айдахо в Бойсе (англ. Boise State University, сокр. BSU) — американский государственный университет в городе Бойсе, штат Айдахо.

## История
Основан Епископальной церковью в 1932 году как младший Колледж Бойсе. В 1934 году колледж стал независимым, а в 1965 году — начал присваивать степени бакалавра и магистра. В 1969 году вуз вошёл в систему университетов штат Айдахо и стал называться Колледж штата Айдахо в Бойсе. В 1974 году колледж получил статус университета, изменив название на Университет штата Айдахо в Бойсе и став третьим университетом штата после Университета Айдахо (1889 год) и Государственного университета Айдахо (1963 год).

## Деятельность

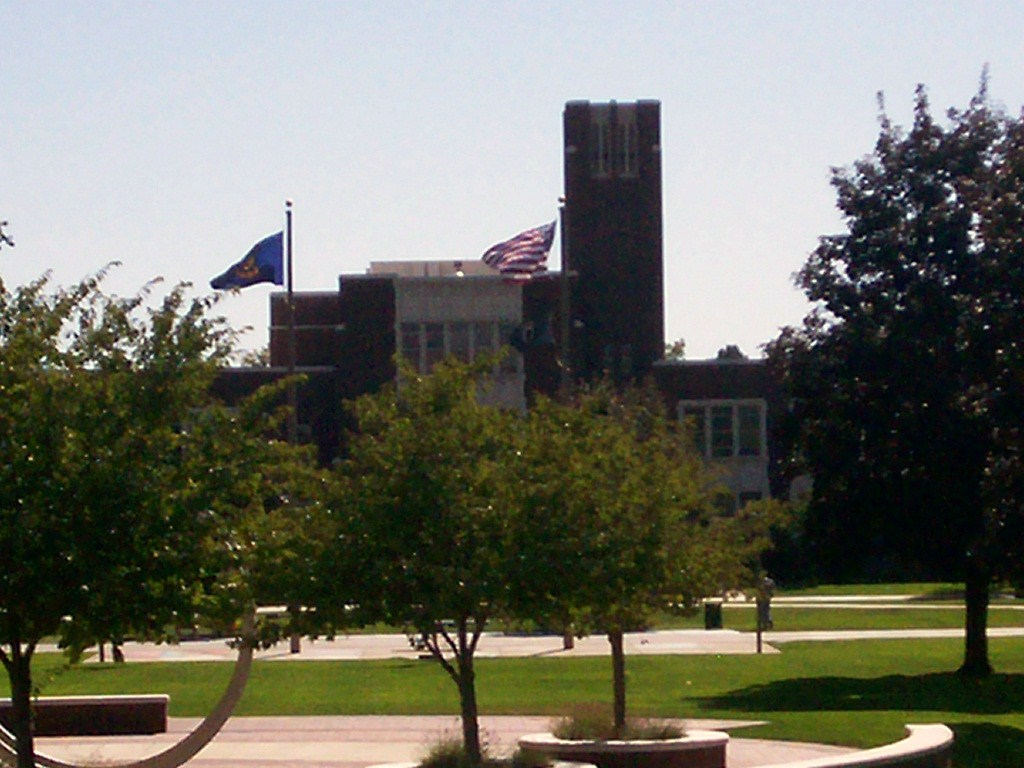
Здание главного кампуса

В университете обучаются более 20 000 студентов, что делает его крупнейшим вузом в штате Айдахо. Университетский кампус площадью 285 акров (1,15 км²) расположен недалеко от центра города Бойсе, на южном берегу реки Бойсе и имеет более 170 зданий. В 1930-х годах на этом месте располагался городской аэропорт. С 2003 года университет потратил более 300 миллионов долларов на развитие своего кампуса.
В академических подразделениях университета предлагается более 100 программ для выпускников по следующим направлениям: искусство и наука, бизнес и экономика, образование, инжиниринг, медицинские науки, инновация и дизайн. В вузе имеются Школа государственной службы и аспирантура.
В мае 2017 года в университете было начато строительства Центра изящных искусств (Center for the Fine Arts) стоимостью 42 миллиона долларов, в котором будут представлены скульптура, изделия из металла, живопись, графический дизайн и другие изобразительные искусства, а также выставочная галерея и цифровой «Музей мира», посвященный высоким технологиям.
Президентами Университет штата Айдахо в Бойсе были:
- 1932—1934 − Middleton Barnwell
- 1936—1967 − Eugene Chaffee
- 1967—1977 − John Barnes
- 1978—1991 − John Keiser
- 1993—2003 − Charles Ruch
- 2003—2018 − Боб Кустра[англ.]

С 2018 года президентом университета является Марлен Тромп, первая женщина-президент.